# Cavendishia trujilloensis
Cavendishia trujilloensis är en ljungväxtart som beskrevs av J.L. Luteyn. Cavendishia trujilloensis ingår i släktet Cavendishia och familjen ljungväxter. Inga underarter finns listade i Catalogue of Life.